# Ночь самоубийцы
«Ночь самоубийцы» — советско-шведско-немецкая психологическая драма 1991 года, снятая режиссёром Валерьяном Пидпалым.

## Сюжет
Российский город 1958 года. Немолодой мужчина с чемоданчиком приходит в подъезд дома и звонит в одну из квартир. Мальчик открывает дверь, думая, что гость пришел к его папе. Хозяйка квартиры, Галина, думает, что приехал дядя её мужа, и накрывает стол. Все садятся за стол, а к ним присоединяется молодая соседка Марина. Гость называет себя Афанасием. Затем Галина узнаёт от пожилой соседки, что Афанасий опасный человек, бывший жилец их квартиры, который прожил там с молодой женой до 1938 года. Жена Афанасия прожила без него еще 10 лет, а потом умерла. Узнав о прошлом Афанасия, хозяева предлагают ему отправиться по указанному адресу. Однако, когда Афанасий остается наедине с Мариной, он блокирует дверь и говорит ей, что решил совершить самоубийство. Марина пугается, они запираются в комнате. Муж Галины рассказывает ей, что Афанасий был его первым подозреваемым, которого он арестовал 20 лет назад. Марина вызывает помощь полиции. В это время старуха Василина рассказывает Галине, что в комнате Афанасия собирались молодые люди и обсуждали что-то в довоенное время. Вадим, сын Василины, был одним из них и погиб на войне. Василина мстит жене Афанасия, прятая дефицитные лекарства. Афанасий пытается насиловать Марину, и полиция прибывает на помощь. Афанасий расстреливается, а Марина спасается. Василина топится в ванне после того, как её предательство стало известно соседям. Николай и Галина обсуждают возможность получить комнату Василины. Под окнами дома собираются люди, и друг Афанасия призывает похоронить его по-божески.

## В ролях
- Константин Лукашов — Афанасий Снегирев
- Наталья Гвоздикова — Галина, милиционерша-сволочь[2]
- Александр Пашутин — Анатолий Степанович Воронец
- Юрий Орлов — Николай Петрович
- Галина Мороз — Марина
- Вера Липсток — Василина
- Александр Кавалеров — Жора
- Остап Ступка — сержант
- Станислав Бандровский — Юра[3]

## Съёмочная группа
- Автор сценария, режиссёр — Валерьян Пидпалый
- Оператор — Николай Кудрявцев
- Композитор — Вячеслав Назаров
- Художник — Инна Быченкова

## О фильме
- Другое название фильма — «Ночная смена».
- Фильм является единственной работой киностудии «Ретур».
- На данный момент фильм считается утерянным, поскольку не выходил на видео. Его копия хранится в Госфильмофонде России[3].